# Schieringers en Vetkopers
Schieringers en Vetkopers zijn de namen van de twee partijen in de twisten in Friesland en Groningen in de late middeleeuwen. De namen Schieringers en Vetkopers komen waarschijnlijk van een geschil tussen cisterciënzers alias bernardijnen en premonstratenzers alias norbertijnen. De kloosters van die ordes hadden in het toenmalige Friesland een grote invloed.

## Oorzaak
Het is niet duidelijk wat de oorzaak is geweest voor het ontstaan van de twisten. Deels namen er lieden aan deel die uit waren op vergroting van hun invloed, maar er was nauwelijks sprake van duidelijke partijen. Bondgenootschappen hadden een kort bestaan en partijwisseling was niet ongebruikelijk. Op de achtergrond speelden met name de graven van Holland en Oost-Friesland een rol, die mogelijkheden zagen om hun macht uit te breiden, terwijl de stad Groningen zich opwierp als beschermer van de Friese Vrijheid. Overigens waren deze twisten niet uniek voor Friesland. In dezelfde periode speelden in Holland de Hoekse en Kabeljauwse twisten, terwijl ook in Gelre met de Heeckerens en Bronckhorsten vergelijkbare twisten werden uitgevochten.

## Strijd

### 1325 - 1398
In de geschriften van Sibrandus Leo (1529-1589) beslecht abt Pibo Sibranda van Lidlum (1309-1325) twisten, strijdt Eelko Liauckama (1325-1332) met 180 soldaten en bewapende conversen tegen edelen, slaat Godfried Andla (1336-1347) een aanval van Bloemkamp, Ludingakerke en de gebroeders Adelen af, versterkt Tetard (1386-1422) de uithof te Miedum tegen de Sjaardema’s, die weer Lidlum en bezittingen verwoestten. Orde-verband, bloedverwantschap, vriendentrouw en eigenbelang bepaalden elks positie. De partijschappen werden na 1345 zo heftig dat Friesland tussen Lauwers en Eems, de Ommelanden, zich onder bescherming van Groningen plaatste (1366-1382). De namen ‘Schier’ en ‘Vet’ komen in 1392 op. De Hollandse dreiging bracht slechts korte onderbreking (1396): de Vetkopers onderwierpen zich in 1398 aan Albrecht van Beieren, maar de Schieringers met Groningen verdreven vijand en verrader.

### 1413 - 1422 (de Grote Friese Oorlog)
In deze periode is sprake van een uitzonderlijk groot gewapend conflict, dat bekendstaat als de Grote Friese Oorlog. Negen jaren lang woedde er openlijk oorlog in heel Friesland tussen Vlie en Wezer. Diverse veldslagen vonden er plaats en Friesland ging gebukt onder piraterij, plundering, brandstichting en moord. Deze oorlog ontstond als gevolg van een uit de hand gelopen vete tussen de Oost-Friese hoofdelingen Keno II tom Brok en Hisko Abdena, waarna alle partijen een zijde kozen in het conflict en er in heel Friesland een burgeroorlog losbarstte.
De strijd begon met de bezetting van Emden in 1413 door Keno II tom Brok. Diens tegenstander proost Hiske Abdena van Emden vluchtte daarop naar Groningen, waar de Schieringers onder Coppen Jarges een staatsgreep pleegden. Na veel strijd werd Groningen weer Vetkopers (1415), Keno bracht de Schieringers, die zich hadden teruggetrokken in Westerlauwers Friesland zware slagen toe, o.a. in de slag bij Okswerderzijl (1417). De (Duitse) keizer bewerkte een kortstondige vrede. Inmiddels zochten de Schieringers steun bij Jan van Beieren (1418), die troepen stuurde om de Vetkopers onder Focko Ukena uit Friesland te verdrijven (1420). Maar de strijdende partijen verzoenden zich buiten hem om (vrede van Groningen van 1422) en verdreven met hulp van de Hanze en Keno's zoon Ocko II tom Brok de troepen van Jan van Beieren en Likedelers.
Na 1422 raakten de Vetkopers onderling verdeeld. Ocko tom Brok en Focko Ukena streden beiden om de macht. In 1426 werd Ocko tom Brok bij Detern verslagen door Focko Ukena, maar wist het jaar daarop opnieuw de overhand te krijgen, waarna Focko naar Appingedam vluchtte.

### 1439 - 1524

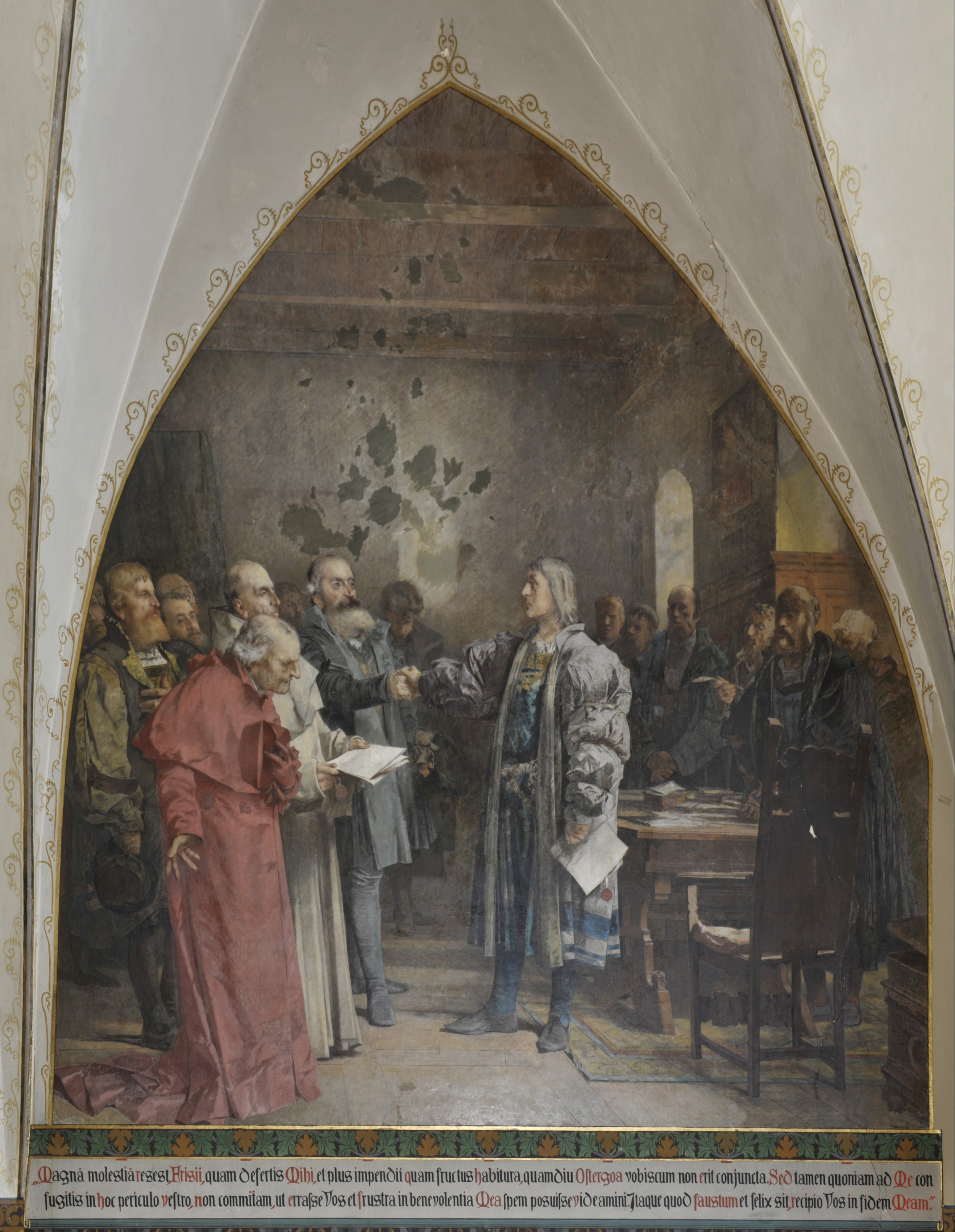
Schieringers in Medemblik met het verzoek aan hertog Albrecht om bescherming in maart 1498 (Julius Scholz (1825-1893), Albrechtsburg, Meissen)

Nadien bemoeiden de Oost-Friezen zich niet meer met de partijschappen ten Westen van de Lauwers. Deze begonnen 1439 weer in Gaasterland: vetkoperse Galama’s tegen schieringse Harinxma’s (tot 1456). De Strijd in Oostergo (1441-1444) werd beslecht door een rechtbank met Groningse invloed. De dreiging van Filips de Goede dreef op 15 augustus 1456 tot een nieuw verbond tegen alle landsheren onder oprichting van een raad ‘des ghemenen landes Vrieslandt’. Weldra volgde de Donia oorlog (1458-1463) en daarna de ene uitbarsting na de andere; de steden speelden nu een grote rol, soms actief (Sneek), soms passief (Dokkum 1470, bieroproer te Leeuwarden 1487). Vredespogingen van de keizer waren vruchteloos. Holland kon de Vetkopers de gevraagde hulp niet geven, waarvan de Groningers profiteerden tot ze voor Franeker werden verslagen (zie Groninger passie) en Westergo moesten opgeven (1496).
De twisten onder de Jongema’s van Bolsward brachten ten slotte Albrecht van Saksen naast de Schieringers (1498). De vernederde Vetkopers kwamen in 1500 in opstand en haalden in 1514 de Geldersen in het land. Na de onderwerping aan keizer Karel V in 1524 verdwenen de partijnamen.